# Eschen in der Medizingeschichte

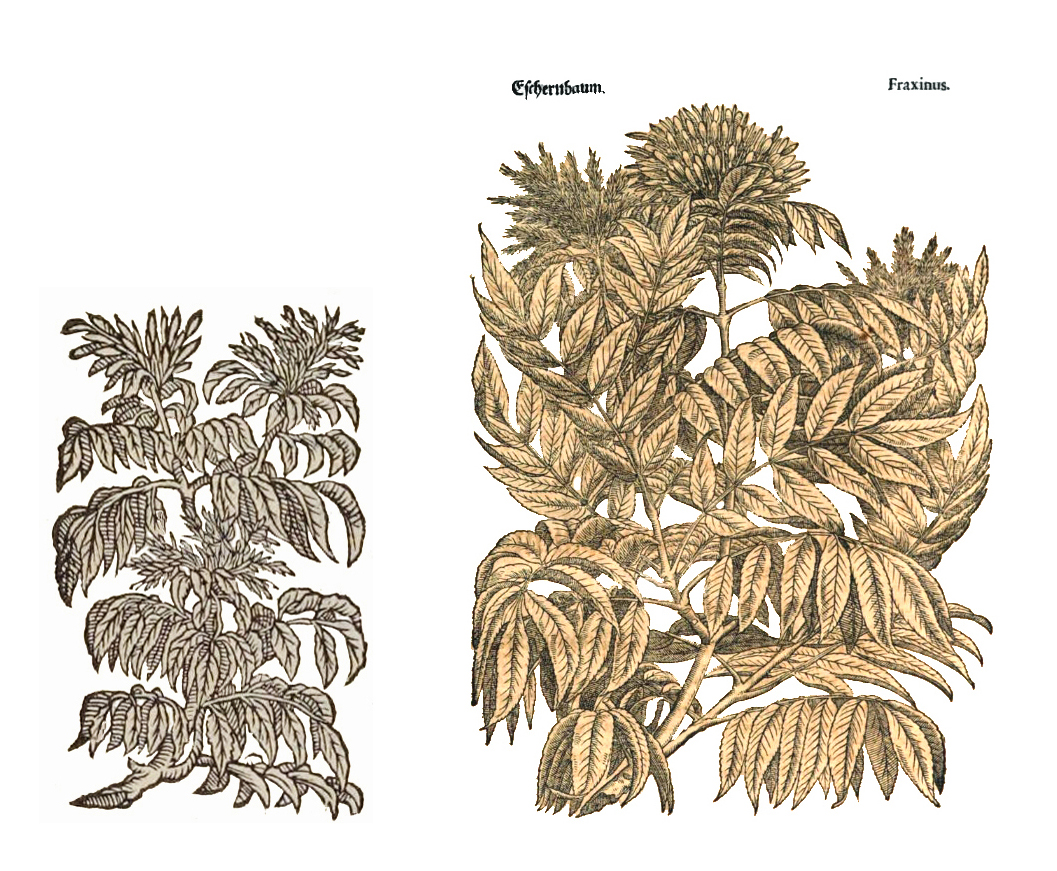
Manna-Esche. Abbildungen aus Pietro Andrea Mattioli (1554 und 1562)

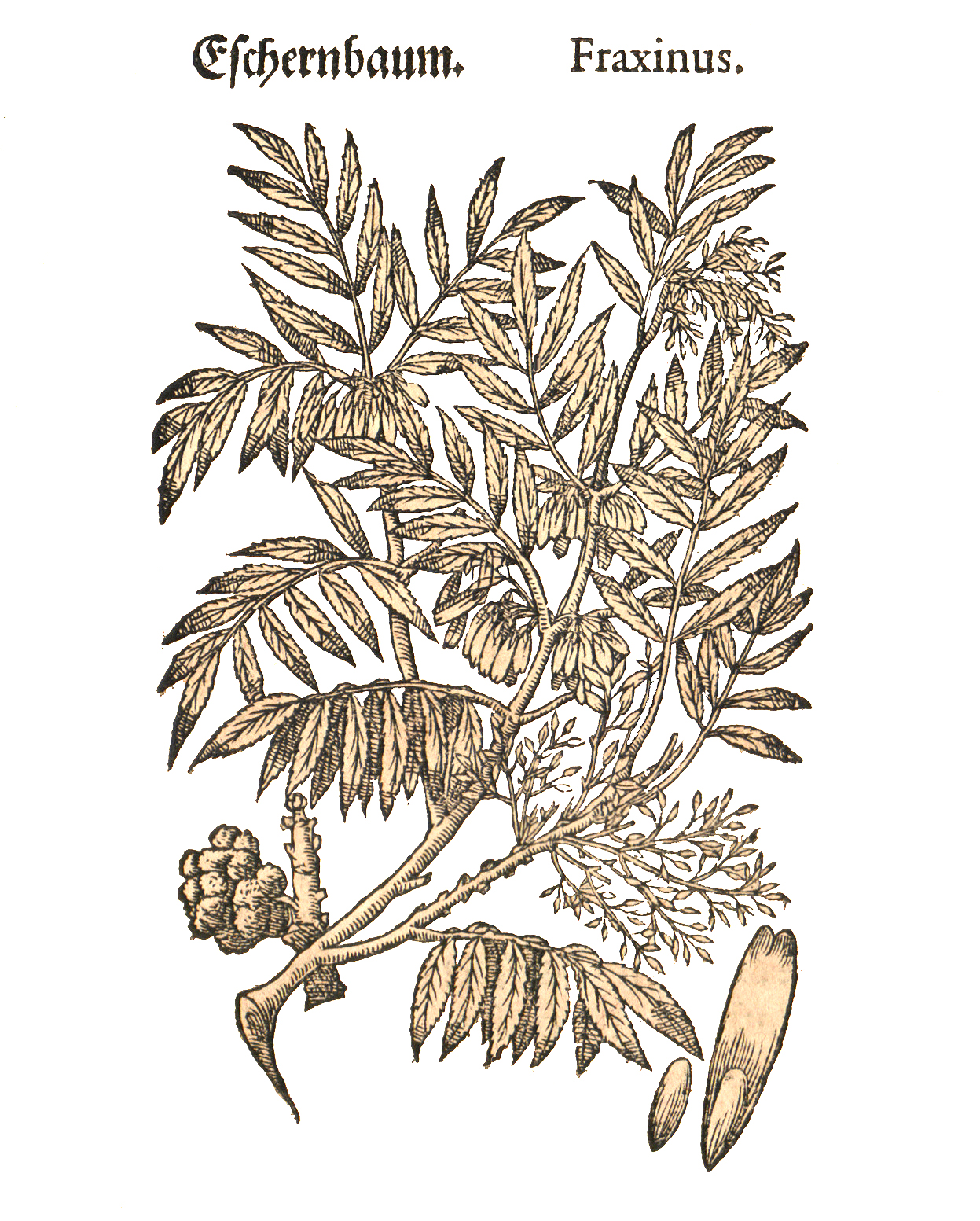
Gemeine Esche. Abbildung (1586) aus dem Nachlass von Conrad Gessner (1516–1565).

Eschen (Fraxinus spec.). Theophrast und Plinius beschrieben zwei Fraxinus-Arten.
Die von Dioskurides (De materia medica) und von Plinius (Naturalis historia) angegebenen Heilmittel-Anwendungen stimmen weitgehend überein. Es wird daher angenommen, dass beide aus den gleichen Quellen schöpften:
| Anwendungen für Eschen bei Pedanios Dioskurides                                                       | Anwendungen für Eschen bei Plinius dem Älteren                                                                 |
| --- | --- |
| Der Saft der Blätter in Wein getrunken und im Umschlag hilft denen, die von Schlangen gebissen wurden | Der ausgepresste Saft auf die Wunde gelegt und getrunken hilft nach Schlangenbiss                              |
| Die Holzspäne sollen tödlich giftig sein                                                              | Vor den Spänen und dem Sägemehl soll man sich hüten                                                            |
| Die gebrannte Rinde aufgestreut heilt Hauterkrankungen                                                | |
| | Die Samen in Wein getrunken wirken gegen Leberschmerzen, gegen Schmerzen in der Seite und gegen Unterhautödeme |
| | Die Blätter in Wein zerrieben und getrunken beseitigen Fettleibigkeit                                          |

Die Ärzte des arabischen und lateinischen Mittelalters unterschieden zwischen fraxinus und lingua avis („Vogelzunge“), wobei nicht sicher zu entscheiden ist, ob sie mit lingua avis eine eigene Art oder die blatt- und zungenähnlichen Früchte (Flügelnüsse der Gemeinen Esche) des fraxinus bezeichneten. Sie übernahmen die von Dioskurides und Plinius angegebenen Indikationen und fügten als weitere Indikationen hinzu: Heilung von feuchten Wunden, Durchfall („lienteria“), Erbrechen, Milz-Erkrankungen, Impotenz, Ausbleiben der Monatsblutung, Herzzittern und allgemeine Schwäche.
Die deutschen Väter der Botanik kannten aus eigener Anschauung nur die Gemeine Esche, die sie in Anlehnung an Theophrast und Plinius beschrieben. Erst 1586 ließ Joachim Camerarius der Jüngere in einer Bearbeitung des Mattiolischen Dioskurides-Kommentars eine naturgetreue Abbildung der Gemeinen Esche aus dem Nachlass des Züricher Botanikers Conrad Gessner (1516–1565) abdrucken. Die Manna-Esche hatte Pietro Andrea Mattioli bereits in seinem ab 1554 in Venedig erschienenen Dioskurides-Kommentar abbilden lassen.
 Quellen zum fraxinus und zur lingua avis (Auswahl) 
| Arabisches Mittelalter              | Lateinisches Mittelalter              | 16. Jahrhundert                                                                                     |
| ----------------------------------- | ------------------------------------- | --------------------------------------------------------------------------------------------------- |
| Avicenna. 10.–11. Jh.               | Hildegard von Bingen. 12. Jh.         | Otto Brunfels.Straßburg 1537                                                                        |
| Konstantin der Afrikaner. 11. Jh.   | Albertus Magnus. 13. Jh.              | Hieronymus Bock. Straßburg 1546                                                                     |
| Circa instans. 12. Jh.              | Konrad von Megenberg. 14. Jh.         | Pietro Andrea Mattioli. Dioskurides-Kommentar, Venedig ab 1554                                      |
| Pseudo-Serapion. 13. Jh.            | Herbarius Moguntinus. Mainz 1484      | Übersetzung des Mattiolischen Dioskurides-Kommentars durch Georg Handsch (1529-ca. 1578), Prag 1563 |
| Abu Muhammad ibn al-Baitar. 13. Jh. | Gart der Gesundheit. Mainz 1485       | Bearbeitung dieser Übersetzung durch Joachim Camerarius den Jüngeren, Frankfurt 1586                |
|                                     | Hortus sanitatis. Mainz 1491          | |
|                                     | Hieronymus Brunschwig. Straßburg 1500 | |

## Manna

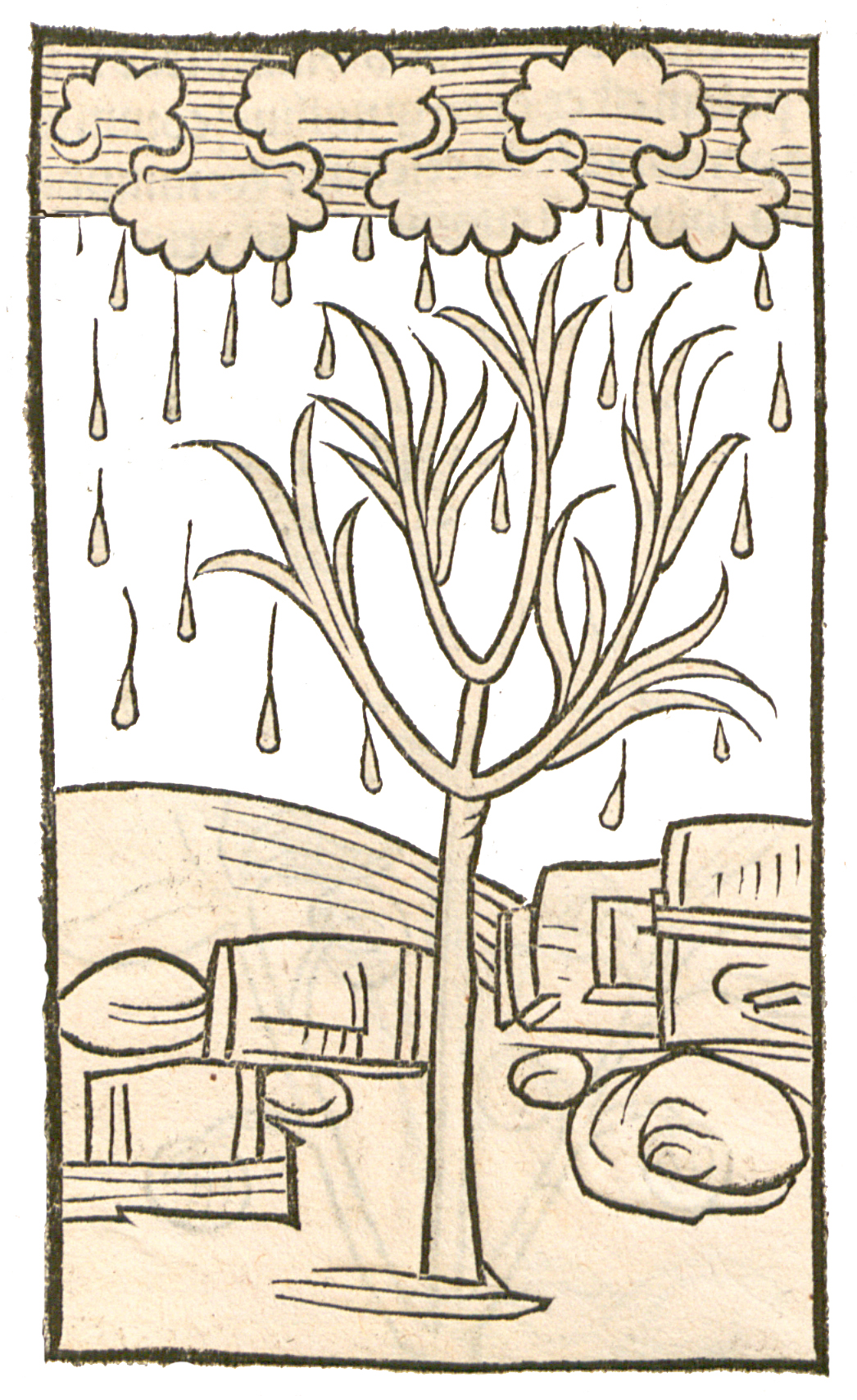
Abbildung zum Kapitel Manna im Hortus sanitatis Mainz 1491

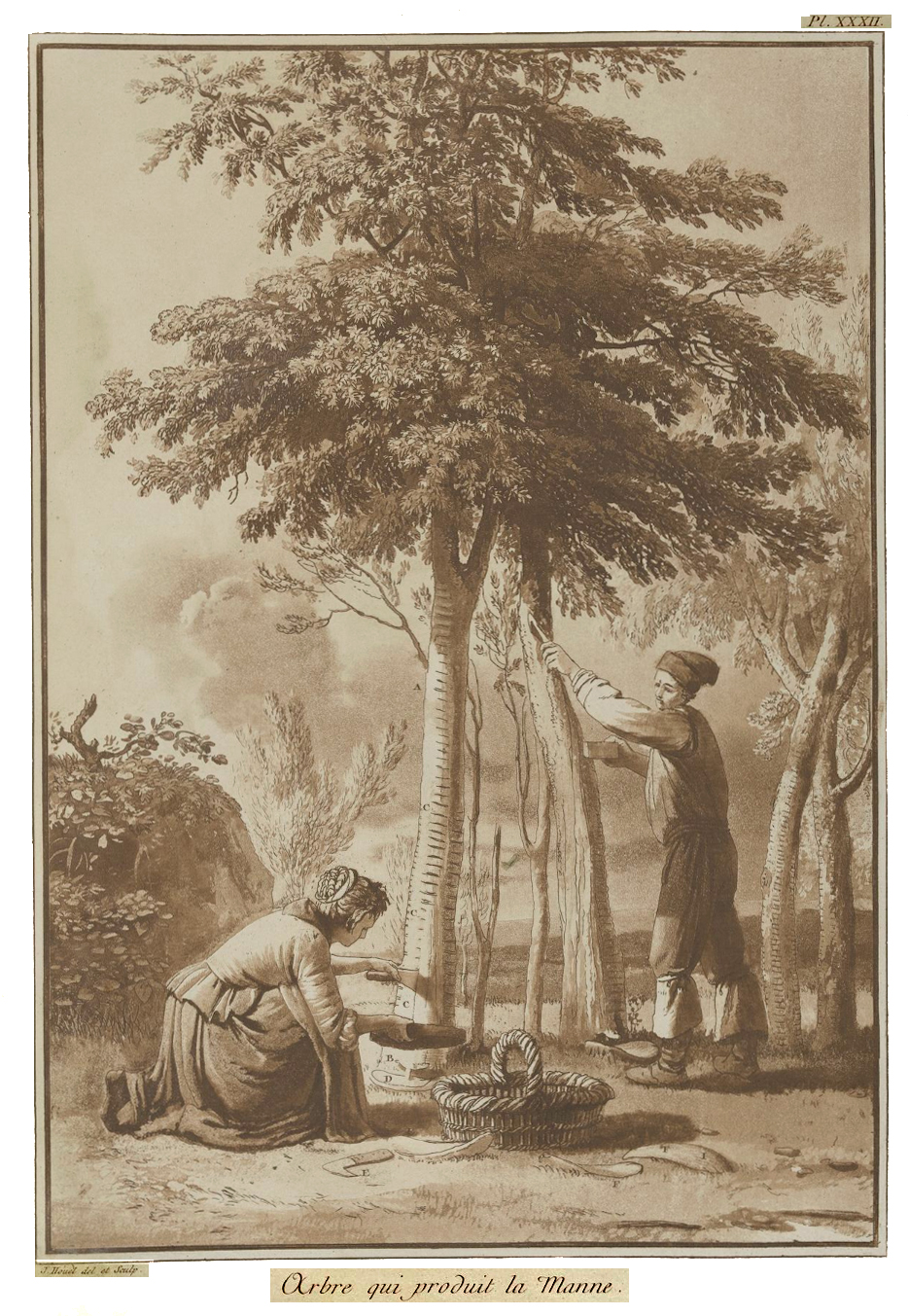
Jean-Pierre Houël 1782. Manna-Ernte in Cinisi

Dioskurides und Plinius verstanden unter „Manna“ die „durch Schütteln des Weihrauchbaumes abgesprungenen Krümchen“.
Die Ärzte des arabischen und lateinischen Mittelalters verstanden unter der „Manna“ einen Tau („ros“) der auf Steine und Bäume fällt, süß ist und wie Honig zusammenrinnt. Diese „Manna“ solle die Natur dessen annehmen, worauf sie fällt. Sie sollte den Bauch erweichen, akute Fieber löschen, der Brust und den Lungen sowie den cholerischen und heißen Naturen nützlich sein.
- Quellen des arabischen Mittelalters: [31][32][33][34][35]
- Quellen des lateinischen Mittelalters: [36][37][38][39]

Spätestens ab der zweiten Hälfte des 16. Jahrhunderts wurde in Europa unter „Manna“ der getrocknete Saft verstanden, der durch die Eschenrinden austritt. Joachim Camerarius der Jüngere berichtete 1586, „Manna“ werde „in Welschland ... auff Fraxino und seinen Geschlechten“ gesammelt:

„In Welſchlandt wirdt die Manna / welche ſo gebreuchlich iſt die Gallen vnnd wäſſerige feuchtigkeit damit ohne beſchwernuß zu purgieren / gemeinglich auff dem Fraxino vnd ſeinen geſchlechten gefunden vnd geſammlet …“

Vom 16. bis 19. Jahrhundert wurde die „Manna“ überwiegend aus Kalabrien („Manna calabrina“) und aus Sizilien bezogen. Dort wurde sie als Absonderung aus den Rinden der Gemeinen Esche oder aus den Rinden der Manna-Esche gewonnen. Als spontane Absonderung während der Hundstage (23. Juli bis 23. August) oder als durch Einschnitte in die Rinden forcierte Absonderung im September und im Oktober. Im Handel wurden je nach Herkunft und nach Reinheit unterschiedliche Qualitäten angeboten.
In der Therapie dienten „Manna“ und Zubereitungen aus „Manna“ bis ins 19. Jh. zum sanften Laxieren nach den Regeln der Säftelehre.
- Quellen des 17. und 18. Jahrhunderts: [41][42][43][44][45][46][47][48][49][50]
- Quellen des 19. Jahrhunderts:[51][52] Philipp Lorenz Geiger 1830[53][54][55][56][57][58][59][60][61]

## Ersatz der Chinarinde
Ab der Mitte des 17. Jahrhunderts wurde die bitter schmeckende Chinarinde in Europa zur Behandlung von Wechselfiebern verwendet.
Die Rinde war sehr teuer. Die Apothekertaxen gaben einen deutlich höheren Preis für Chinarinden als für einheimische Rinden an:
|                    | Augsburger Pharmacopöe 1734 | Württembergische Pharmacopöe 1741 | Frankfurter Pharmakopöe 1747 |
| ------------------ | --------------------------- | --------------------------------- | ---------------------------- |
| Chinarinde         | 16 Cruc. / Flor.            | 12 Kr. / Loth                     | 80 Creutzer / Loth           |
| Eschenrinde        | 1 Cruc. / Flor.             | 1 Kr. / Loth                      | 1 Creutzer / Loth            |
| Rosskastanienrinde | 2 Cruc. / Flor.             | 2 Kr. / Loth                      | 1 Creutzer / Loth            |

Auf der Suche nach einem preisgünstigen einheimischen Ersatz für die Chinarinde wurden im 18. Jahrhundert vor allem Rinden einheimischer Bäume untersucht, und zwar die Rinde der Esche (ab 1712), die Rinde der Rosskastanie (ab 1733) und die Rinde der Weide (ab 1757).
- Der Oxforder Arzt John Floyer (1649–1734) schrieb 1687, dass ihn die Rinde und die Samen der Esche in ihrer Bitterkeit und Adstringenz an die Chinarinde erinnere. Er habe festgestellt, dass Rinde und Samen der Esche bei Viertagefiebern Schwitzen erzeugen.[67]
- Auch der französische Chemiker Nicolas Lémery schrieb 1699, dass Rinde und Früchte der Esche bei Wechselfiebern verordnet würden.[68]
- Der Greifswalder Arzt Christoph Helwig sah die fieberwidrige Wirkung der Chinarinde in deren bitterem und herbem Geschmack sowie in deren einschneidender und zusammenziehender Qualität begründet. Ähnlich beurteilte er die Eschenrinde, die er demnach „quinquina europaeorum“ nannte. In einer 1712 erschienenen Schrift gab Helwig an, durch die mehrmalige Gabe von zwei bis drei Quint (ca. 3,5 bis 7 g) Eschenrindenpulver viele Wechselfieber geheilt zu haben. Der Arzt François Coste (1741–1819) aus Calais und der Apotheker Rémi Willemet aus Nancy bestätigten 1778 Helwigs Beobachtungen, schränkten jedoch ein, dass von zwölf Personen, die sie wegen Wechselfieber mit der Eschenrinde behandelt hatten, vier Personen mit Viertagefieber nicht auf diese Therapie ansprachen.[69][70]
- Wilhelm Heinrich Sebastian Bucholz ließ in den 1770er Jahren nach der Methode des Grafen Garay aus der Eschenrinde „essentielle Salze“ zubereiten. Diese Salze ließ er nach der Methode Pringles auf tierische Substanzen (frisches Rindfleisch, Menschenblut) einwirken und er setzte parallel eine Versuchsreihe mit den ebenfalls nach Garay hergestellten „essentiellen Salzen“ der Chinarinde an. Er stellte fest, dass die Eschenrindensalze eine deutlich größere „antiseptische Kraft“ besaßen als die Chinarindensalze.[71]
- Auch William Cullen in Edinburgh hatte beobachtet, wie die Rinde der Esche neben der Rinde der Rosskastanie als Chinarindenersatz erfolgreich verwendet wurde.[72]